# کارشناسی پرستاری
کارشناسی پرستاری (به انگلیسی: Bachelor of Science in Nursing (BSN))دوره‌ای چهار ساله دریافت مدرک در علوم پرستاری می‌باشد. پرستاری رشته‌ای مستقل و شاخه‌ای از علوم پزشکی بوده که دانش آموختگان آن به عنوان عضوی از تیم سلامت در عرصه‌های مختلف مربوط به ارائه خدمات بهداشتی، آموزشی پژوهشی، مشاوره‌ای، پیشگیری، مدیریتی و حمایتی، مراقبت‌های درمانی و توانبخشی می‌پردازند. دوره کارشناسی پیوسته پرستاری اولین مقطع تحصیلی رشته پرستاری است که برنامه آن بر اساس ضوابط علمی و ارزش‌های اسلامی تهیه و تدوین شده است.

## خصوصیات جسمی و توانایی‌های لازم
پرستار باید از سلامت کامل جسمی و ذهنی و روانی برخوردار بوده و فردی دقیق، علاقه‌مند و صبور باشد.
هم‌چنین او باید کنترل کافی روی احساسات شخصی خود داشته باشد.

## مدارک تحصیلی و دوره‌های آموزشی
افراد پس از گرفتن مدرک دیپلم متوسطه و قبولی در آزمون سراسری گروه علوم تجربی می‌توانند در این رشته به تحصیل بپردازند و سپس در مقاطع کارشناسی ارشد و دکترا نیز ادامه تحصیل دهند.

## مدت دوره آموزش
مدت تحصیل حداقل ۴ سال و حداکثر ۵ سال (در شرایط خاص و با موافقت آموزش کل دانشگاه علوم پزشکی مثل: مرخصی تحصیلی و …) می‌باشد.

## محل و شرایط شغلی
محل احتمالی استخدام می‌تواند بیمارستانها، کلینیکها و پاراکلینیک‌های دولتی و خصوصی، به عنوان استاد در دانشگاه‌ها و… باشد. این رشته یا شغل در اکثر مراکز درمانی دولتی و خصوصی و غیره به صورت شیفت در گردش (صبح، عصر و شب) یا شیفت ثابت می‌باشد. شرایط محیط کاری بستگی به نوع مسئولیت پرستار در بخش‌های بیمارستانی و مراکز درمانی دارد و این شرایط در هر بخشی (اورژانس، اطفال، داخلی و جراحی، ICU , CCU، اتاق عمل) با بخش دیگر تفاوت دارد.
- پرستار می‌تواند در بیمارستان براساس سطح تحصیلات (کارشناسی، کارشناسی ارشد) و سابقه کار در پستهای پرستار شیفت، سر پرستار، سوپروایزر بالینی، سوپروایزر کنترل عفونت، سوپروایزر آموزشی و ریاست پرستاری بیمارستان مشغول به کار شود.[۲]

## تعداد واحدهای درسی
تعداد کل واحدهای درسی لازم برای گذراندن دوره کارشناسی پیوسته پرستاری در ایران ۱۳۹/۲۵ واحد (درس دو واحدی آشنایی با مبانی طب ایرانی و مکمل و درس دو واحدی مدیریت بلایا و حوادث نیز اضافه شده است) و بر اساس سرفصل دروس به شرح زیر است:
- دروس عمومی ۲۴ واحد (در دانشگاه‌های آزاد ۲ واحد درسی اندیشه‌ها و وصایای امام و انس با قرآن اضافه می‌شود)
- دروس پایه ۱۵ واحد (درس آشنایی با مبانی طب ایرانی و مکمل از سال ۱۳۹۸ و درس اصول و مبانی مدیریت خطر حوادث و بلایا برای ورودی‌های سال ۱۴۰۰ به بعد به دروس پایه اضافه شده و به ۱۹ واحد رسید)
- دروس اختصاصی ۵۴ واحد
- کارآموزی ۲۰ واحد
- کارآموزی در عرصه ۱۹ واحد[۱]

## نگارخانه

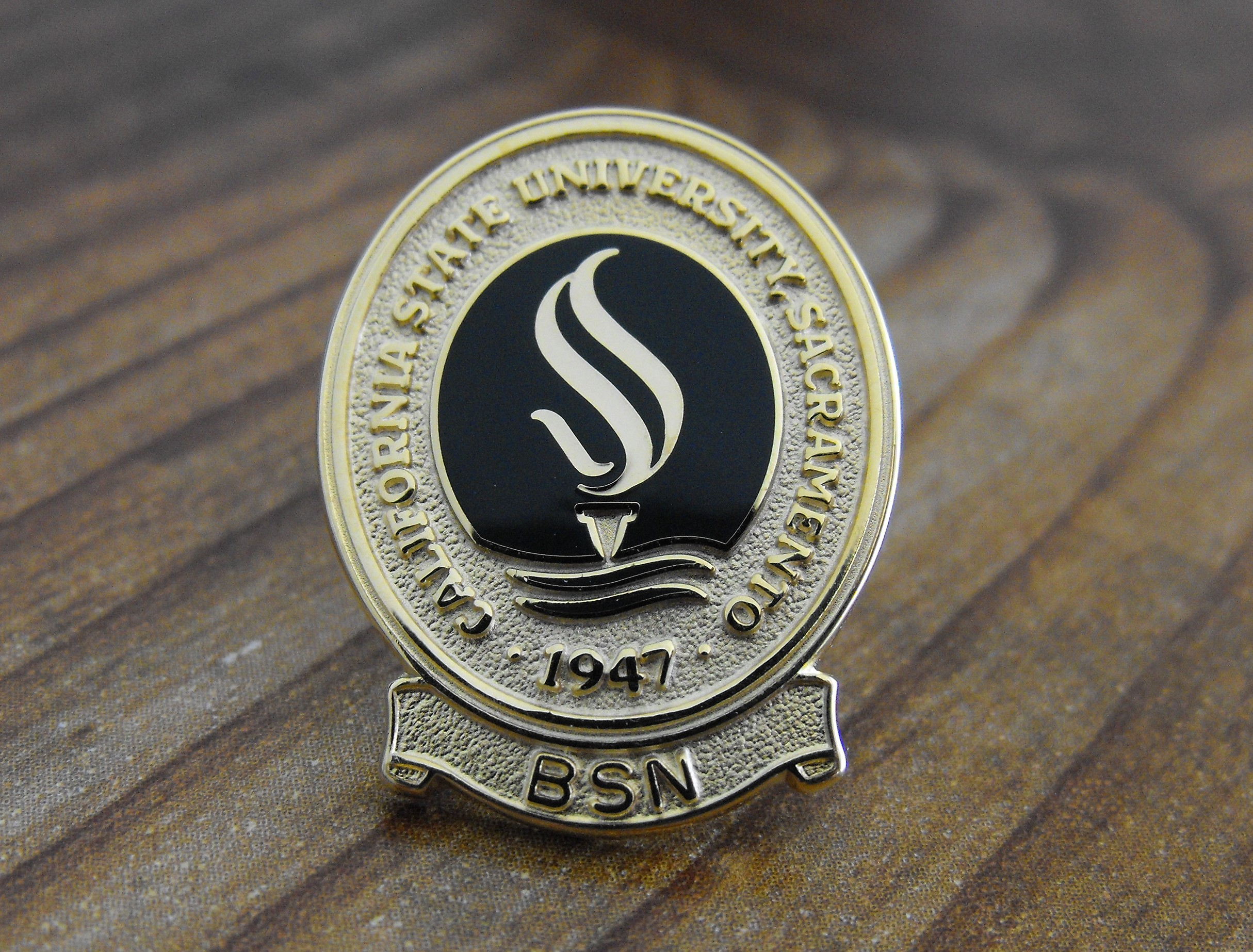
نشان لیسانس پرستاری(BSN) از دانشگاه ایالتی کالیفرنیا در سکرمنتو